# Luis Chataing
Luis Eduardo Chataing Zambrano (Caracas, Venezuela; 8 de abril de 1967) es un locutor, actor, comediante y presentador de televisión venezolano. Conocido por los programas Ni tan tarde y Chataing TV, ambos del canal Televen.

## Carrera
Desde 2003 hasta diciembre de 2006, Chataing y Erika de La Vega, compartieron un espacio radíal que inicialmente se denominó "Ni lo tuyo, ni lo mío". Sin embargo, a partir de 2004, y a raíz de la promulgación de la Ley de Responsabilidad Social en Radio y Televisión, el programa cambió de nombre a "Si lo pienso, no lo digo", contando también con la presencia de Miguel Arias. En enero de 2007 vuelve al horario matutino con un programa de nombre "De nuevo en la mañana" junto a Miguel Arias y Guillermo Díaz, producido por Juliette Pardau y con libretos de Víctor Ochoa, que se mantiene en la actualidad. El programa se transmite de 6:00 a. m. a 11:00 a. m. comprendiendo 5 horas, aunque en realidad la 5.ª hora es una retransmisión de la primera.
Desde 2001, Chataing se convirtió en la imagen para toda Latinoamérica del canal Sony Entertainment Televisión,[cita requerida] en el cual mantuvo durante el 2006 un espacio de noticias inverosímiles llamado ¿Sucede en serio?, también junto a Erika. Desde ese año, Chataing también mantuvo en el canal de noticias Globovisión un programa de medía hora, "Así lo veo", en el que traduce a través de su óptica sarcástica y humorística los aconteceres del agitado mundo político venezolano. Según el mismo Chataing, "'Así lo veo' es una manera de comunicar mi opinión y de sobrevivir a las cosas que pasan dentro y fuera de este país. El programa salió del aire un año después de su primera transmisión".
Para 2007, Luis Chataing encabeza el estandarte editorial de Sony Entertainment Televisión al convertirse en el anfitrión del late night show Ya Es 1/2 día en China, proyecto que estuvo preparando por cuatro años y que finalmente vio la luz en junio de ese año. También se separa nuevamente de Erika para llevar un espacio radíal matutino, De nuevo en la mañana junto a Miguel Arias y Guillermo Díaz, bajo la producción de Nataly López y Nenela Ayala y con guiones de Víctor Ochoa. En octubre formó parte del programa matutino de fin de semana de TV Azteca llamado Por fin el fin junto a la actriz y conductora Betty Monroe. Pero su paso fue fugaz ya que sólo apareció en las primeras 8 semanas de programa. Es ahí cuando se dio la noticia de que se iba a casar, lo que ocurrió el 8 de diciembre.
El 6 de enero de 2008 hizo una pequeña intervención de nuevo en el programa, pero solo para despedirse oficialmente de este. Su lugar fue ocupado por el actor Omar Fierro. Al despedirse dijo que se iba porque el llamado "canal del Ajusco" tenía otros proyectos para él, mencionando que tal vez aparecería en un programa nocturno. No obstante se confirmó que volverá a conducir Ya es 1/2 día en China siempre en Sony Entertainment Televisión. El inicio de su segunda temporada estaba pactado para el martes 13 de mayo en franja de medíanoche (día y horario de emisión utilizado en la temporada pasada), sin embargo se optó por trasladarlo al horario estelar de los domingos. Su primer programa se emitió el 18 de ese mismo mes.
Incursionó en el mundo de las letras con la publicación de su primer libro "Así lo veo".[cita requerida] Luis Chataing sufrió un accidente en motocicleta aproximadamente a las 5:30 AM (hora local) del 16 de febrero de 2009 cuando se trasladaba a la emisora La Mega 107.3 FM, ubicada en la urbanización Las Mercedes en Caracas.
El 17 de septiembre de 2000, empezó a trabajar en La Mega 107.3 FM, el 8 de abril de 2016 anunció que haría su último programa De Nuevo en la Mañana desde La Mega 107.3. El último programa se trasmitió el 29 de abril de 2016. Ese mismo día anunció que su programa De Nuevo en la Mañana comenzaría una nueva etapa en la emisora Onda La SuperEstación 107.9 FM a partir del día lunes 2 de mayo de 2016 de seis a nueve de la mañana junto a Miguel Arias y Nathaly Ordaz. El 6 de febrero de 2017, a las nueve de la noche anunció a través de las redes sociales su retiro de la radio venezolana. El 7 de febrero de 2017, emitió su última intervención radial de una duración de 20 minutos, en la que expuso las razones de las cuales dejó el medio radial y agradeció los 25 años como locutor.
En enero de 2020 vuelve a la radio, en la ciudad de Miami, conduciendo el programa matutino "Arriba Miami", en la estación Éxitos 107.1 FM, en el horario de 9:00am a 12:00pm.

## Actualidad (2025)
En 2025, Luis Chataing participa como conductor principal del programa **Finalmente** dentro de la plataforma streaming *Connector House*, transmitido en vivo los lunes, miércoles y viernes a las 12:00 p. m. (hora Miami), desde Hollywood, Florida.
También formó parte del especial “Connector Continuo” en mayo y agosto de 2025, en el cual abordó temas relacionados con la programación de la plataforma y su retorno al medio digital.

## Vida personal
Chataing es bisnieto de Alejandro Chataing y nieto de Luis Eduardo Chataing, ministro de Obras Públicas durante la dictadura de Marcos Pérez Jiménez, ambos arquitectos.

## Trayectoria

### Películas
| Películas | Películas                 | Películas                                             | Películas                     |
| Año       | Película                  | Personaje                                             | Director                      |
| --------- | ------------------------- | ----------------------------------------------------- | ----------------------------- |
| 2007      | 13 Segundos               | Luis El Taxista                                       | Freddy Fadel                  |
| 2006      | Francisco De Miranda      | Firmante del Acta de Independencia                    | Diego Rísquez                 |
| 2011      | Er Conde Jones            | Sacerdote                                             | Benjamín Rausseo              |
| 2014      | Fuera del Aire (película) | Luis Chataing                                         | Héctor Palma y Antonio Martín |
| 2015      | El Malquerido             | Cameo (Señor bailando en la boda de Felipe y Mariela) | Diego Rísquez                 |

### Videoclip
| Películas | Películas               | Películas    | Películas |
| Año       | Canción                 | Cantante     |           |
| --------- | ----------------------- | ------------ | --------- |
| 2012      | Me retiro elegantemente | Judy Buendía |           |

### Radio
| Radio                   | Radio                          | Radio                          | Radio |
| Año                     | Programa                       | Estación                       |       |
| ----------------------- | ------------------------------ | ------------------------------ | ----- |
| 1995 - 1996             | Tarde o Temprano               | 92.9 FM                        |       |
| 1995 - 1999             | Monstruo de la Mañana          | 92.9 FM                        |       |
| 2001 - 2002             | Mucho Mas                      | Planeta                        |       |
| 2001 - 2003 2003 - 2004 | ¡A Salvo! Ni lo Tuyo Ni lo Mio | LaMega 107.3 FM                |       |
| 2004 - 2006             | Si lo pienso No lo digo        | LaMega 107.3 FM                |       |
| 2007 - 2016             | De Nuevo en la Mañana          | LaMega 107.3 FM                |       |
| 2016 - febrero de 2017  | De Nuevo en la Mañana          | Onda La Superestación 107.9 FM |       |
| Enero de 2020 -         | Arriba Miami                   | EXITOS 107.1 FM                |       |

### Televisión
| Televisión  | Televisión             | Televisión                    | Televisión |
| Año         | Programa               | Canal                         |            |
| ----------- | ---------------------- | ----------------------------- | ---------- |
| 1998        | Nunca en Domingo       | RCTV                          |            |
| 1999-2002   | Ni tan tarde           | Televen/Puma TV               |            |
| 2006        | ¿Sucede en Serio?      | Puma TV                       |            |
| 2006 - 2007 | Así Lo Veo             | Globovisión                   |            |
| 2007        | Por Fin en Fin         |                               |            |
| 2007        | Ya es 1/2 día en China | Sony Entertainment Television |            |
| 2010-2011   | Si Luis                |                               |            |
| 2012-2014   | Chataing               | Televen                       |            |
| 2013        | Stand-Up Sin Fronteras |                               |            |
| 2016        | Ahora Mismo            | VIVO Play                     |            |